# Ebenenbüschel

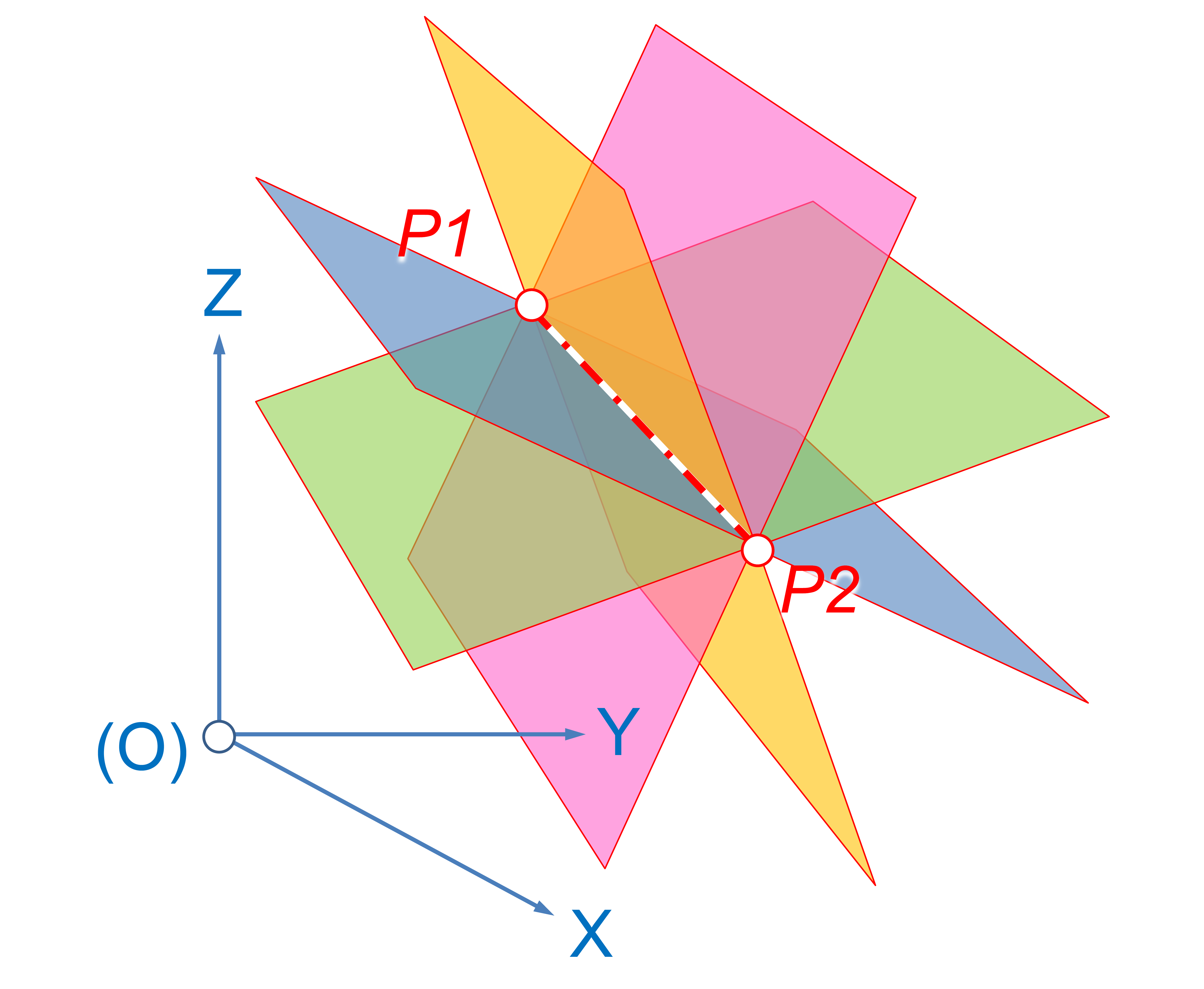
Ebenenbüschel mit gemeinsamer Schnittgerade

Parallelebenenbüschel

Als Ebenenbüschel bezeichnet man ein Grundgebilde der projektiven Geometrie, nämlich die Menge aller Ebenen, die dieselbe Gerade enthalten. Die gemeinsame Gerade aller Ebenen des Ebenenbüschels heißt Trägergerade oder Achse des Ebenenbüschels. Das Ebenenbüschel ist ein Grundgebilde erster Stufe.
Ist die Trägergerade eine Ferngerade, so liegen alle Ebenen des Ebenenbüschels zueinander parallel (Parallelebenenbüschel). In diesem Fall enthält das Ebenenbüschel auch die Fernebene des Raumes.
Das Ebenenbüschel ist ein Sonderfall einer Ebenenschar. Neben dem Ebenenbüschel gibt es auch noch das Ebenenbündel, bei dem alle Ebenen einen vorgegebenen Punkt gemeinsamen haben.